# Большой Карагай
Большой Карагай (тат. Карагай) — село в Вагайском районе Тюменской области. Административный центр Карагайского сельского поселения.

## География
Село находится на берегах рек Иртыш и Бугумбас.

### Часовой пояс
Село Большой Карагай, как и вся Тюменская область, находится в часовой зоне МСК+2. Смещение применяемого времени относительно UTC составляет +5:00.

## Население
| 2010 |
| ---- |
| 498  |

## Инфраструктура
В селе действуют средняя общеобразовательная школа и дом культуры.